# Salvenbahn II
De Salvenbahn II is een achtpersoons gondelbaan gebouwd door Doppelmayr in 2008 voor de Skiwelt.

## Oude liften
Voordat deze lift er was, waren er een aantal andere liften die de dienst voor de Salvenbahn II uitmaakte.
- In 1949 werd er een lift geopend van Hopfgarten naar de Rigi (op 1500 meter hoogte). Deze kabelbaan werd in 1954 weer stilgelegd.
- In 1955 werd de Hohe Salve Bahn I gebouwd, een kabelbaan die op de plek van de tegenwoordige Salvenbahn I loopt.
- In 1956 werd er een tweede sectie toegevoegd: Hohe Salve Bahn II werd op de plek van de tegenwoordige Hohe Salve Bahn II gebouwd, alleen was dat de één persoons versie.
- In 1970 werd de Hohe Salve Bahn III gebouwd, deze heeft dienstgedaan tot 2008.
- In 1976 werd de Hohe Salve Bahn I, de in 1955 gebouwde lift, vervangen door een tweepersoons stoeltjeslift.
- In 1983 werd de Hohe Salve Bahn II vervangen door een driepersoons stoeltjeslift.
- In 1988 werd de Rigibahn geopend, een vier persoons stoeltjeslift, die naast de Hohe Salve Bahn III dienstdeed.
- In 2004 werd de Hohe Salve Bahn I (1976) vervangen door de Salvenbahn I
- In 2008 werd de Hohe Salve Bahn III (1970) vervangen door de Salvenbahn II

## De nieuwe lift
De nieuwe lift loopt vanaf het bergstation van de Salvenbahn I naar de Hohe Salve. Dit betekent dus dat er nog maar één overstap hoeft te worden gemaakt. Dus de situatie is gelijk aan die van de bergbanen in Söll. De nieuwe lift bevat stoelverwarming. Dat betekent dus dat de banken van de gondels worden verwarmd.

## Prestaties
De nieuwe baan heeft een aantal voordelen: de hogere capaciteit, de hogere snelheid en de stoelverwarming. Men kan 47 cabines op de kabel aan koppelen waardoor de totale capaciteit op 2000 personen per uur komt. De kabelbaan heeft 11 ondersteuningen. De snelheid waarmee de kabel over het traject gaat ligt op 6 meter per seconde. De duur om naar boven te komen is 5,7 minuten.